# Bernd Schmider
Bernd Schmider (Wolfach, 3 maggio 1955 – Offenburg, 17 marzo 2014) è stato un calciatore tedesco, di ruolo centrocampista.

## Carriera

### Club
Con lo Stoccarda vinse il campionato di 2. Bundesliga nel 1977. Ebbe una breve parentesi come allenatore-giocatore nell'Offenburger.

## Palmarès

### Club

#### Competizioni nazionali
- Campionato tedesco di seconda divisione: 1

Stoccarda: 1976-1977 (girone Sud)